# Eudoxinna transversa
Eudoxinna transversa är en stekelart som först beskrevs av Walker 1862.  Eudoxinna transversa ingår i släktet Eudoxinna och familjen kragglanssteklar. Inga underarter finns listade i Catalogue of Life.